# Psychotria phaeochlamysioides
Psychotria phaeochlamysioides är en måreväxtart som beskrevs av Seymour Hans Sohmer. Psychotria phaeochlamysioides ingår i släktet Psychotria och familjen måreväxter. Inga underarter finns listade i Catalogue of Life.